# Sujumbikin stolp
Poševni Sujumbikin stolp (tatarsko Сөембикә манарасы, Söembikə  manarası, rusko Ба́шня Сююмбикэ́, Bašnja Sujumbike) ali Kanova mošeja je verjetno najbolj znana in prepoznavna zgradba v Kazanu, Tatarstan, Rusija. Nekoč je bil najvišja zgradba Kazanskega kremlja. Na začetku 20. stoletja je bil odklon vrha stolpa ocenjen na 194 cm. V 1930. in 1990. letih so stolp utrdili in nagibanje ustavili. 
Datum postavitve stolpa je zavit v skrivnosti. Več znanstvenikov ga datira na prelom 18. stoletja, ko so stolpi v Rusiji postali izredno priljubljeni.
Ena od legend pravi, da so stolp postavili umetniki Ivana Groznega več kot stoletje prej in v samo tednu dni. Po legendi se je z najvišjega nadstropja stolpa vrgla kazanska kraljica Sujumbike, po kateri je stolp dobil ime. Legenda nima nobene zveze z resnično zgodovino stolpa, ker so Rusi po osvojitvi Kazana leta 1551 Sujumbike ujeli in preselili v Kasimov, kjer je nekaj let kasneje umrla. Razen tega je samomor v islamu nedopusten greh. Legenda je priljubljena že od zgodnjega 18. stoletja. 
Nekatere zgodbe gredo še dlje in pravijo, da je stolp edina preostala zgradba predruske tatarske citadele. 
V carskem obdobju je bil na vrhu stolpa dvoglavi ruski orel, ki so ga boljševiki zamenjali z rdečo zvezdo. Trenutno je na njem muslimanski polmesec. 
V zgodnjem 20. stoletju je arhitekt Aleksej Šušev reproduciral obris Sujumbikinega stolpa na Kazanski železniški postaji v Moskvi.

## Vir
- Соколов С.В. Казань. Портрет в стиле импрессионизма. Казань: Отечество, 2011. str. 51-52. ISBN 978-5-9222-0408-8.